# Ray Nagin

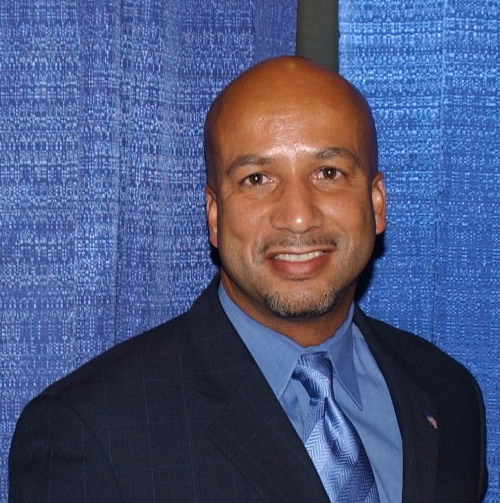
Ray Nagin

Clarence Ray Nagin Jr. (New Orleans (Louisiana), 11 juni 1956) is een Amerikaans politicus.
Nagin kreeg in 2005 wereldwijde bekendheid als burgemeester van het door de orkaan Katrina getroffen New Orleans.

## Levensloop

### Carrière
Voor zijn politieke carrière was Nagin lid van de Republikeinse Partij, en werkte als vicedirecteur en algemeen manager van Cox Communications, een kabelmaatschappij en dochter van Cox Enterprises. Hij heeft een bachelor in accounting en een master in bedrijfskunde.
In 2002 verruilde Nagin de republikeinen voor de Democratische Partij en schreef hij zich in als kandidaat voor het burgemeesterschap van de ‘parish’ (regio) New Orleans. Hij won uiteindelijk de, grotendeels zelf gefinancierde, campagne, onder meer door een aanbeveling als ‘de hervormer’ van het blad Gambit Magazine.
Als burgemeester begon hij direct met een anti-corruptiecampagne. Daarnaast baarde hij in 2003 opzien door een Republikeinse kandidaat (Bobby Jindal) te steunen in de verkiezingen voor het gouverneurschap van Louisiana. Tijdens de presidentsverkiezingen van 2004 steunde hij wel John Kerry, maar deed dit niet van harte.

### Orkaan Katrina
Als burgemeester van de door de orkaan Katrina grootste getroffen stad kwam Nagin in 2005 in het wereldnieuws. Hij baarde vooral opzien door zijn kritiek op de hulpreacties vanuit Washington. Hij verklaarde dat hij niet geloofde dat er op dezelfde manier gereageerd zou worden wanneer een dergelijke ramp in bijvoorbeeld New York zou plaatsvinden, en dat hij aannam dat de oorzaak lag in een rassen- of klassenverschil.

### Orkaan Gustav
De nadering van de orkaan Gustav eind augustus 2008 deed hem op 30 augustus 2008 besluiten de inwoners van New Orleans op te roepen de stad te verlaten. Gustav trok echter niet over New Orleans en bleek minder krachtig dan Katrina te zijn. De schade bleef daardoor beperkt.

### Veroordeling
Op woensdag 9 juli 2014 werd Nagin tot een gevangenisstraf van 10 jaar veroordeeld wegens corruptie en omkoping. Hij werd schuldig bevonden aan 20 van de 21 aanklachten. Volgens de aanklagers heeft hij ruim 200.000 dollar (146.000 euro) smeergeld aangenomen.
- Gemeinsame Normdatei: 1033877654
- International Standard Name Identifier: 0000 0000 4677 5750
- Library of Congress Control Number: no2007010959
- Nationale Bibliotheek van Israël: 987007327019105171
- SNAC: w63k4506
- Union List of Artist Names: 500283734
- Virtual International Authority File: 51458498
- WorldCat: E39PBJht4cRhCmRmVJwvwdwHmd